# 希腊马列主义共产主义者组织
希腊马列主义共产主义者组织（希臘語：Οργάνωση Κομμουνιστών Μαρξιστών-Λενινιστών Ελλάδας，缩写为OKMLE）是希腊的一个已不存在的霍查主义组织。该组织成立于1982年1月。1993年，该组织与一些从苏联和其它前社会主义国家流亡归来的希腊共产党老党员和希腊人民解放军老战士以及1953年－1956年去斯大林化时期被开除出希腊共产党的希共前总书记尼科斯·萨查利阿迪斯的追随者联合建立了争取统一希腊共产党运动。